# Dizionari comparativi di tutte le lingue e dialetti
I Dizionari comparativi di tutte le lingue e dialetti è il primo studio storico comparativo moderno e scientifico nel campo della linguistica.
È anche conosciuto brevemente come Dizionario di Caterina II e Dizionario delle Pallase. Fu pubblicato negli anni 1787-89 in due volumi, coprendo un totale di 201 lingue separate dal mondo.
L'iniziativa per questo primo dizionario di questo genere venne personalmente dall'imperatrice russa Caterina la Grande e risale al 1784. L'imperatrice stessa scrisse con la sua mano 273 nomi e 12 numeri, inviandoli ai suoi governatori e capi imperiali del distretto, e nel resto del mondo, ai suoi ambasciatori e consoli, ordinando loro di tradurre queste parole più rapidamente in tutte le lingue conosciute nel mondo e di rimandargliele.
Dopo che ciò fu fatto secondo il suo desiderio e la sua volontà, l'Imperatrice commissionò a Pietro Simon Pallas di sistematizzare le parole e pubblicarle per scoprire e imparare da loro qualcosa che la storia non ha ricordato sull'origine, la migrazione e la parentela dei popoli.
Questo progetto segna l'inizio della linguistica comparativa e linguistica storica. Il progetto è stato completato nel bel mezzo della rivoluzione francese ed è stato finalizzato sotto la guida di Teodor Janković-Mirijevski.